# Riachão do Jacuípe
Riachão do Jacuípe este un oraș în statul Bahia (BA) din Brazilia.